# Мартин, Лайонел
Лайонел Уокер Бёрч Мартин (англ. Lionel Walker Birch Martin; 15 марта 1878, Сент-Эве — 21 октября 1945, Кингстон, Лондон) — английский бизнесмен, который стал соучредителем компании, известной впоследствии, как Aston Martin

## Детство и юность
Родился в Нансладроне в Сент-Ю, в Корнуолле. Был единственным ребёнком в семье Эдварда Мартина и Элизабет Эмили Бёрч. Эдвард Мартин (родился в 1843 году) был владельцем компании по производству фарфора и фарфорового завода. Мать происходила из состоятельной семьи.
Лайонел Мартин вырос в лондонском районе Найтсбридж  В 1891 году он поступил в Итонский колледж .  В 1897 году поступил в Брасенос-колледж в Оксфорде, Л. Мартин был активным членом велосипедного клуба Оксфордского университета. Степень бакалавра получил в 1902 году.

## Карьера
Во время учёбы в колледже Л. Мартин познакомился с Монтегю Нейпиром и в 1903 году начал вместе с ним продавать автомобили.  
В 1909 году, он не заплатил штраф, и был лишен водительских прав.  По  этой причине в течение следующих двух лет он занимался велогонками и в 1911 году поставил рекорд, проехав быстрее всех из Эдинбурга в Йорк. С 1912 года Л. Мартин участвовал и в мотопробегах, в том числе из Лондона в Эдинбург.

### Aston Martin

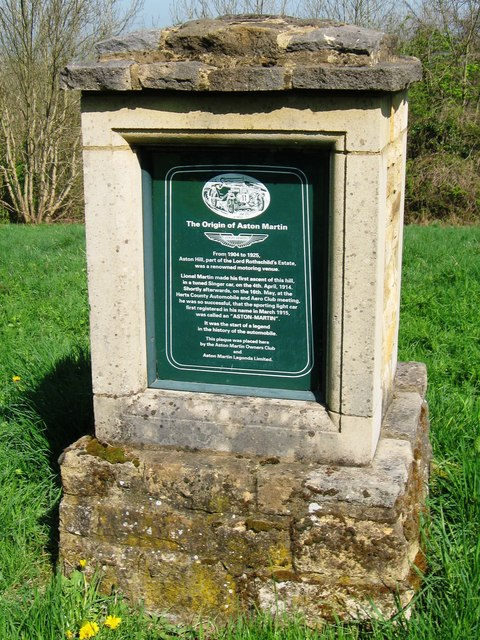
Л. Мартин впервые поднялся на Астон-Хилл во время велосипедной гонки 4 апреля 1914 года

Пока Л. Мартин был лишен водительских прав, он подружился с велосипедистом Робертом Бэмфордом. В 1912 году они начали совместно торговать автомобилями, для чего организовали в Кенгсингтоне компании «Bamford and Martin Limited» и «Henniker Mews».
Первый прототип был зарегистрирован в марте 1915 года. Деньги на производство были получены от компании William Singleton Birch, которую возглавлял дедушка Л. Мартина со стороны матери, Уильям Синглтон Бёрч. Друзья решили назвать новый автомобиль Aston-Martin.
Астон Хилл — часть поместья лорда Ротшильда, в котором с 1904 по 1925 год проводились автогонки. 4 апреля 1914 года Лайонел Мартин в автомобиле Singer-10 преодолел сложный подъём и поднялся на вершину Астон-Хилл. . В ноябре 1925 года компания «Bamford and Martin Limited» перешла под конкурсное управление, и Л. Мартин ушёл с должности её директора. После этого года он никогда не возвращался к основанной им автомобильной компании. .

## Личная жизнь
В 1909 году Л. Мартин женился на Кристине Мюррей (род. в 1888 году). Кристина умерла в апреле 1913 года, вскоре после рождения сына, который родился 19 марта 1913 года. Л. Мартин женился вторично 25 января 1917 года на Кэтрин Кинг (род. 14 июля 1888 года).
С конца 1920-х годов болел диабетом.
В годы Второй мировой войны он вернулся к поездкам на велосипеде, поскольку бензин для автомобилей жестко нормировался. 14 октября 1945 года его сбил автомобиль при остановке у светофора на Глостер-роуд рядом с его домом. Он скончался в возрасте 67 лет в больнице округа Кингстон 21 октября 1945 года.  Похоронен на кладбище Путни Вейл.